# Roseraie du jardin botanique royal de Madrid

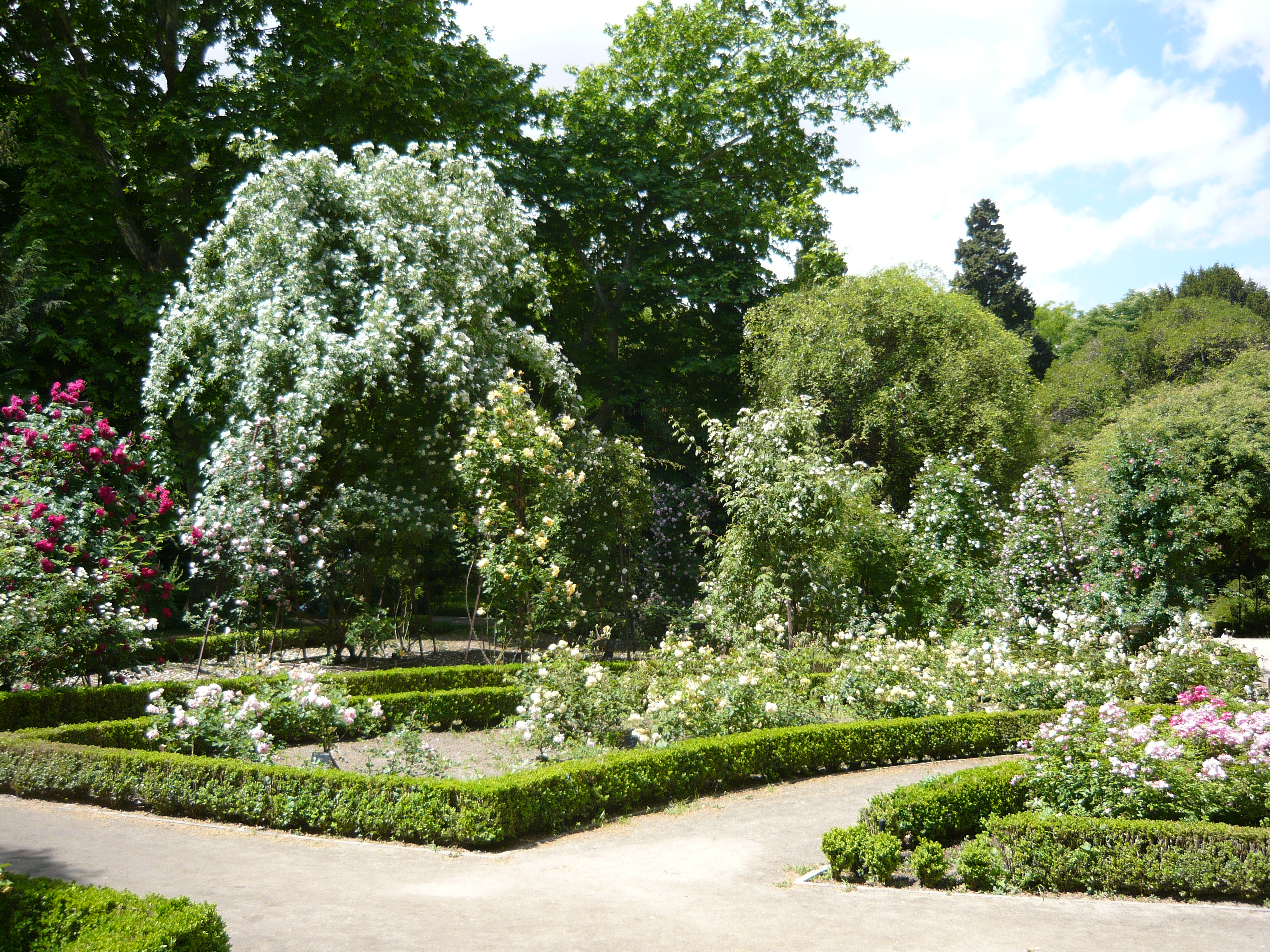
Vue de la roseraie au mois de mai.

La roseraie du jardin botanique royal de Madrid (Rosaleda del Real jardín botánico de Madrid), nommée aussi collection Blanca Urquijo de roses anciennes (Colección Blanca Urquijo de rosales antiguos)  est une roseraie de 2.000 m² de surface, située au Jardin botanique royal de Madrid de la Communauté de Madrid.
Le code d'identification international du Jardín botanique de Madrid comme membre du Botanic Gardens Conservation International (BGCI), et le sigle de son herbier est MA.

## Localisation
La roseraie du Jardin botanique de Madrid se situe dans quatre carrés centraux de la terrasse basse, proche de la promenade du Prado et contiguë à la Porte du Roi (Carrés VII, VIII, XIX et X).
Son adresse est Real Jardín Botánico de Madrid, CSIC. Plaza de Murillo, 2. Madrid E-28014.

## Histoire
La collection de roses anciennes de cette roseraie s'est constituée autour du noyau donné par doña Blanca Urquijo en 1977, dont les roses comprennent toutes les roses  botaniques et des variétés ayant permis de donner naissance à de nombreuses variétés modernes. Au fil des années, la collection s'est agrégée nombre de variétés dues à des rosiéristes du monde entier.

## Collections
La roseraie abrite des roses botaniques et des variétés hybrides dans les carrés VII, VIII, IX et X du jardin botanique. Sa floraison maximale a lieu au mois de mai, sauf pour le groupe des Banksiae dont les rosiers fleurissent fin mars-avril et pour le groupe des Carolinae dont les rosiers fleurissent début juin.
Le carré VIII présente des roses botaniques qui fleurissent en mai. Ces espèces permettent  l'obtention d'hybrides cultivés dans la jardinerie. Les rosiers de variétés anciennes et des variétés issues de roses orientales (Rosa chinensis, Rosa indica...) sont également présentes, ainsi que des hybrides remontants fort à la mode au XIXe siècle.

Quelques variétés cultivées
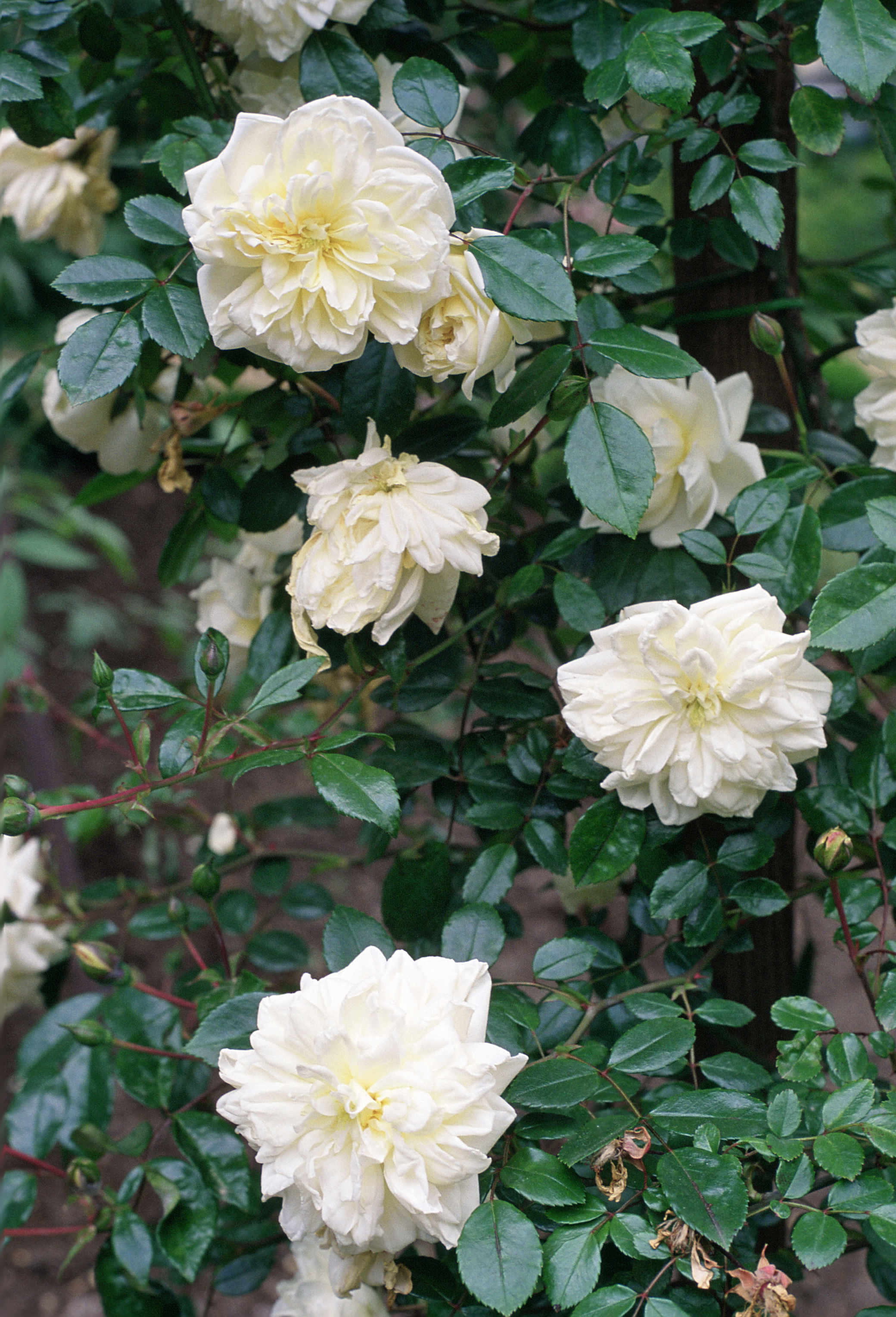
'Albéric Barbier', hybr. Wichuraiana, sect. Synstylae.
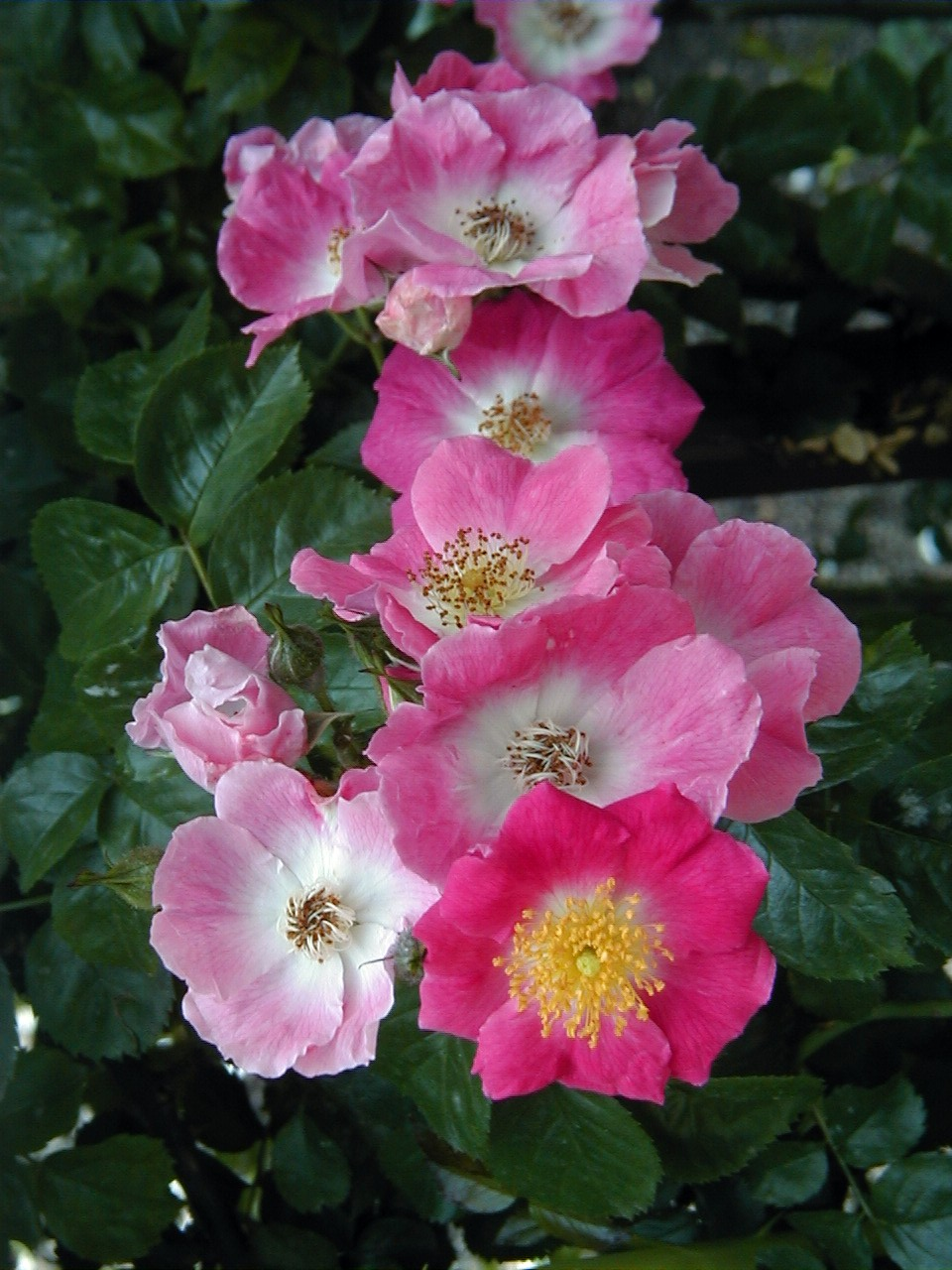
'American Pillar'.
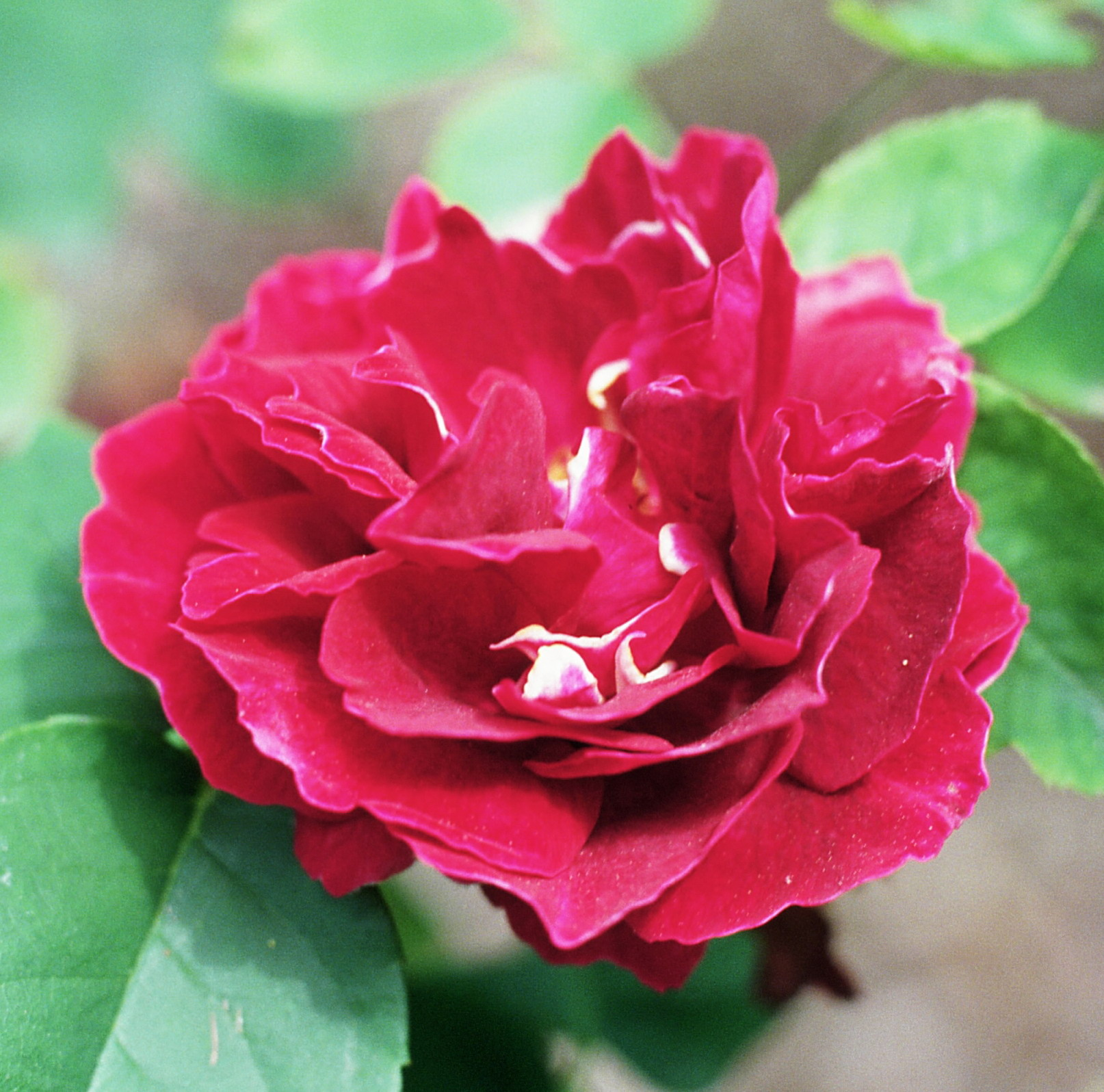
'Baron Girod de l'Ain'.
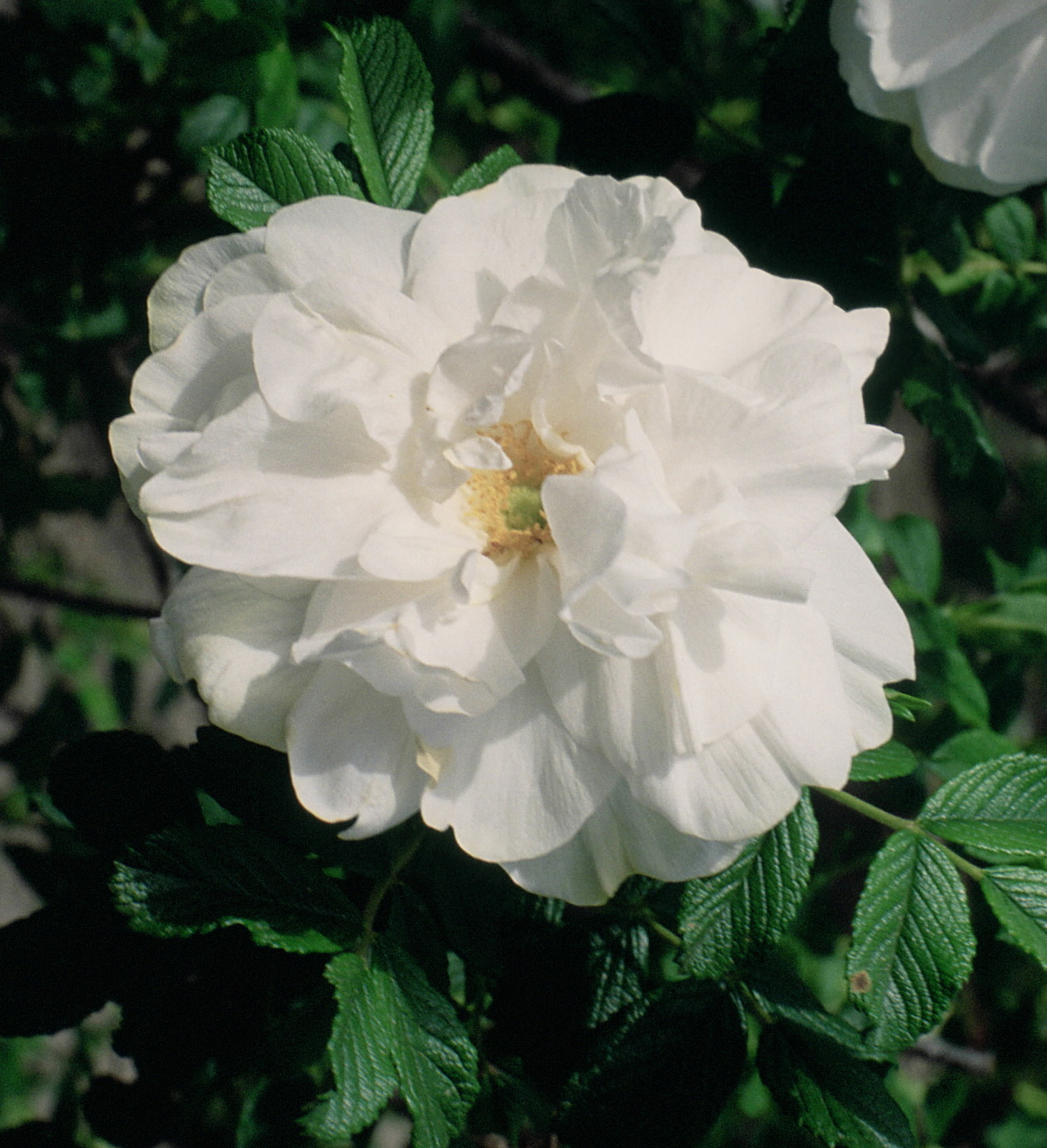
'Blanc Double de Coubert'.
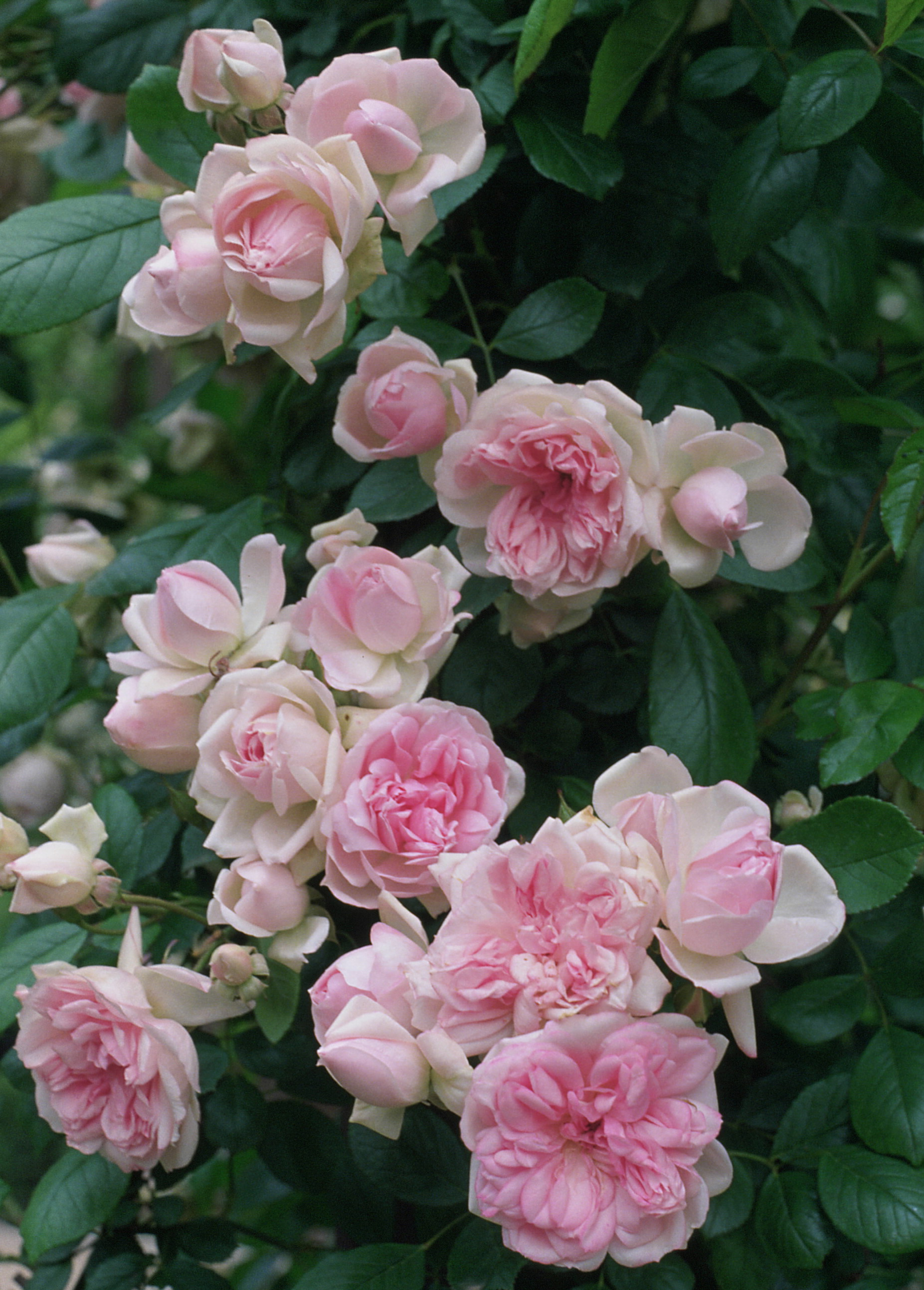
'Cl. Toresky'.
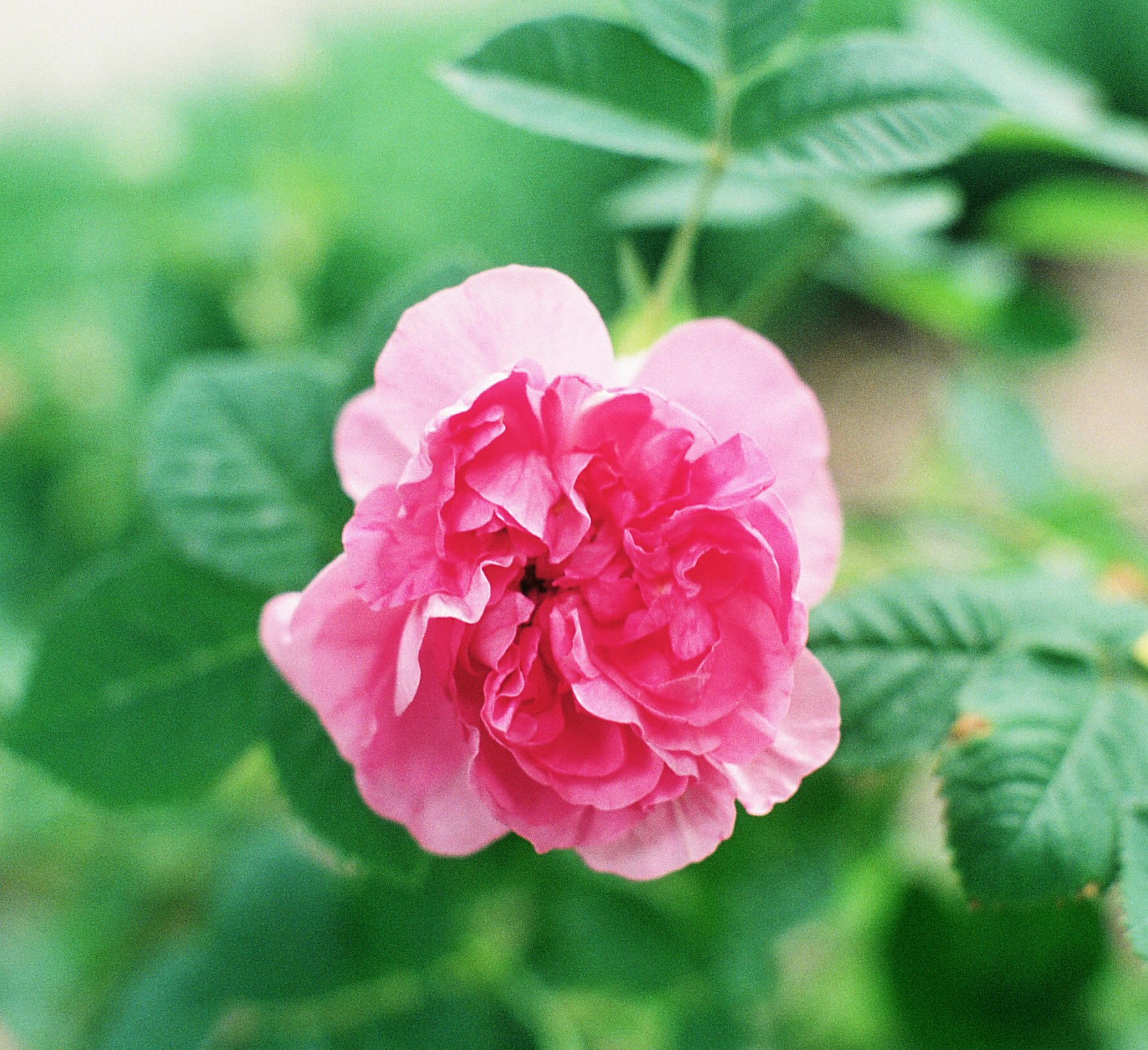
'Impératrice Joséphine'.
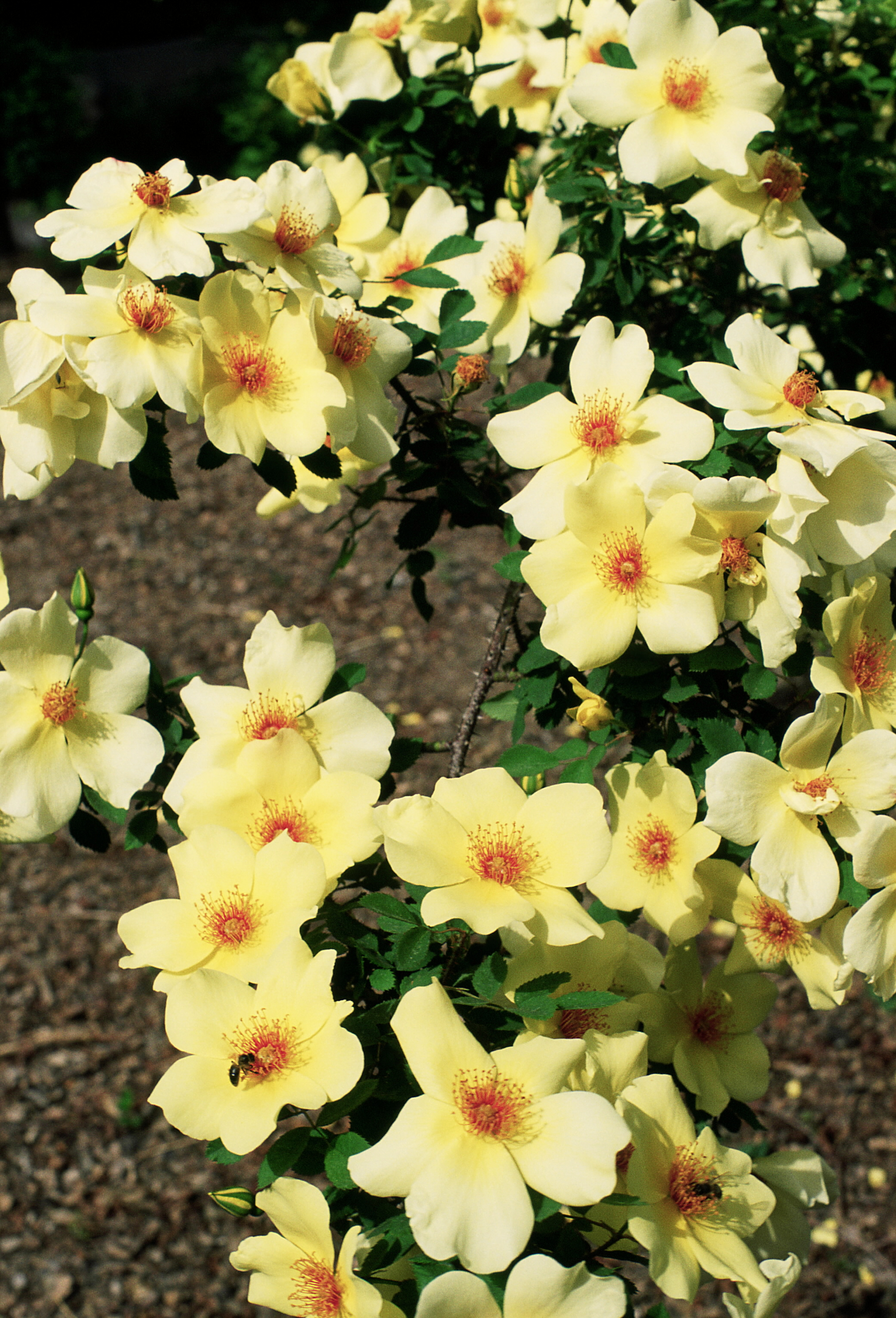
'Fruhlingsgold'.
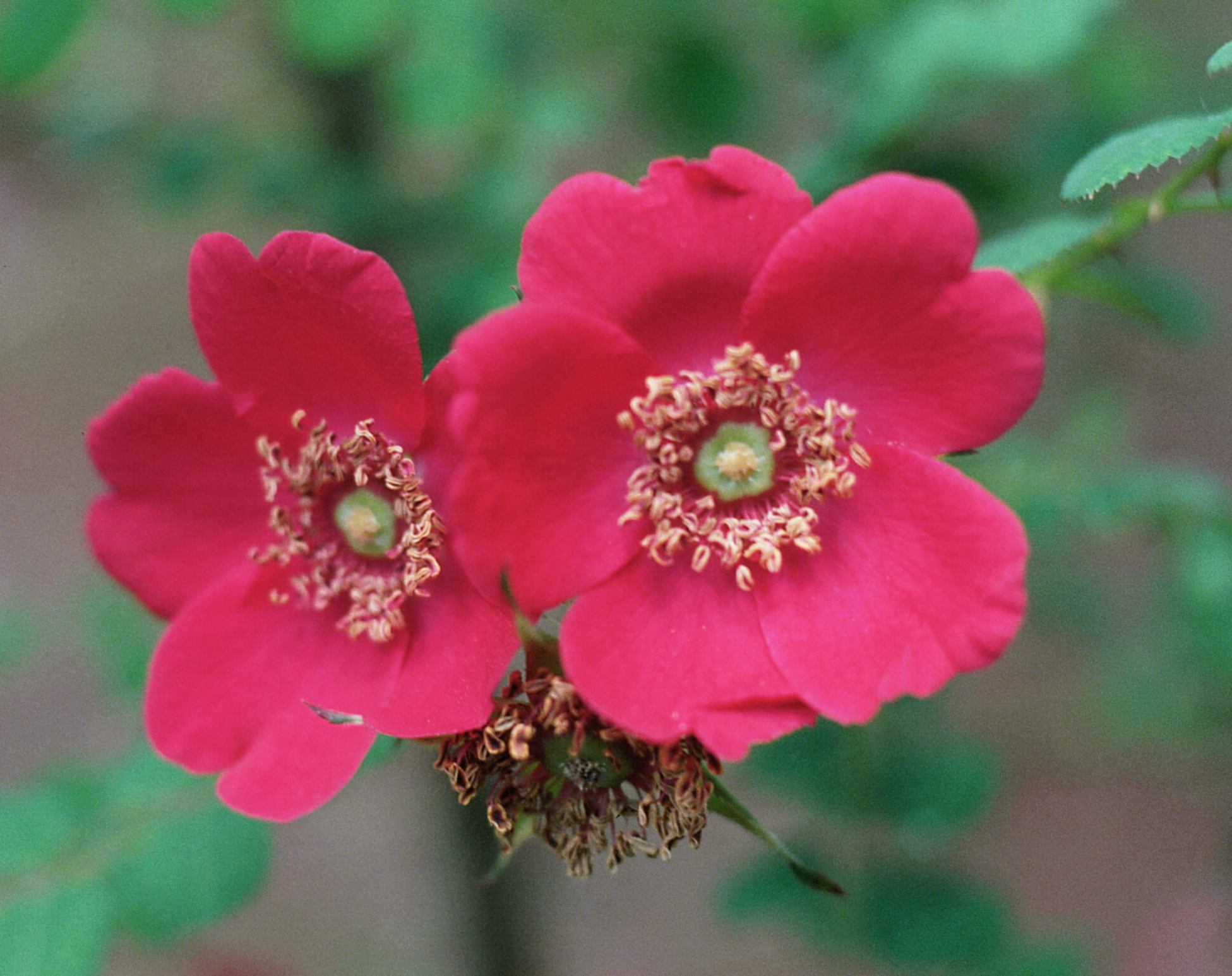
'Geranium'.
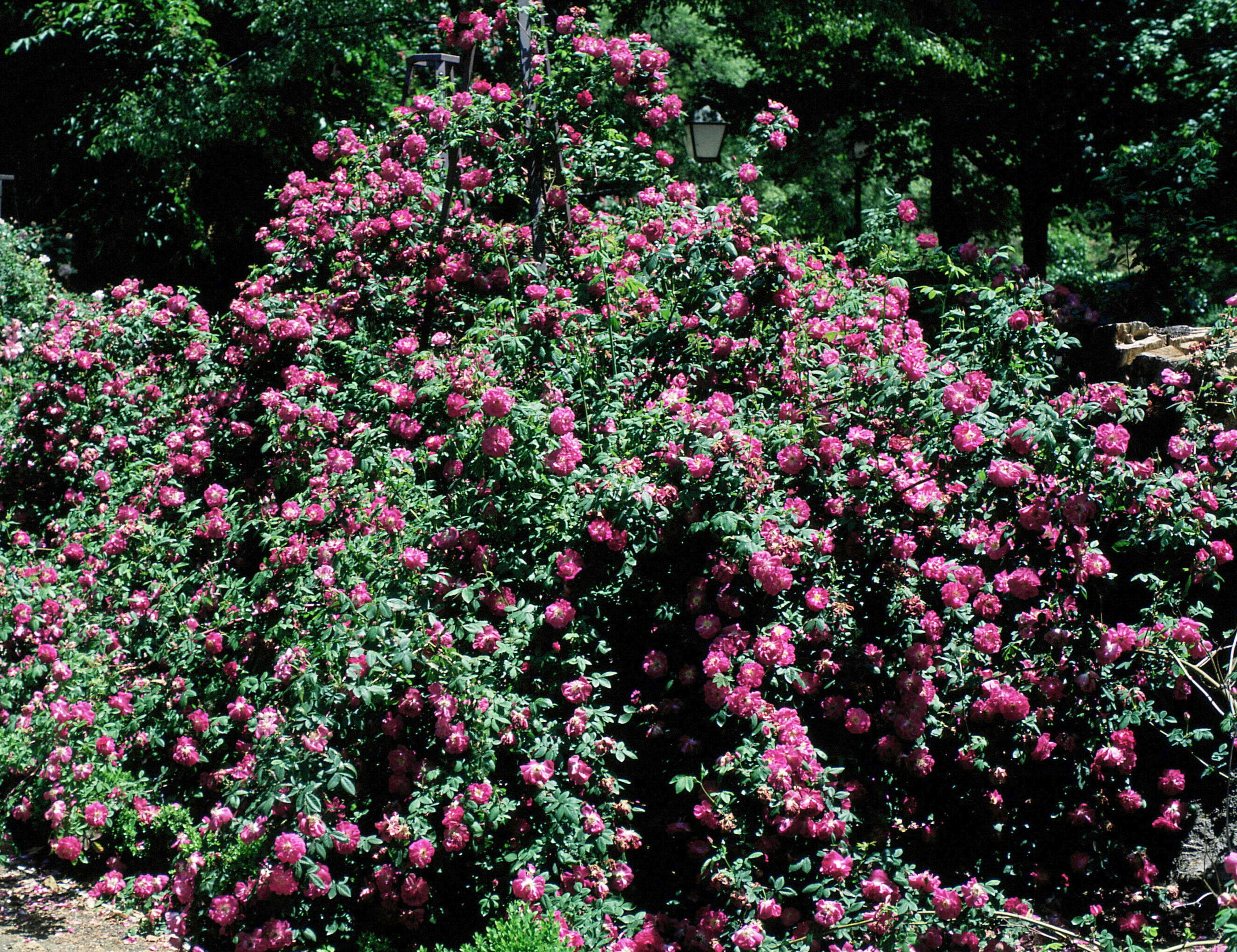
'Amadis'.
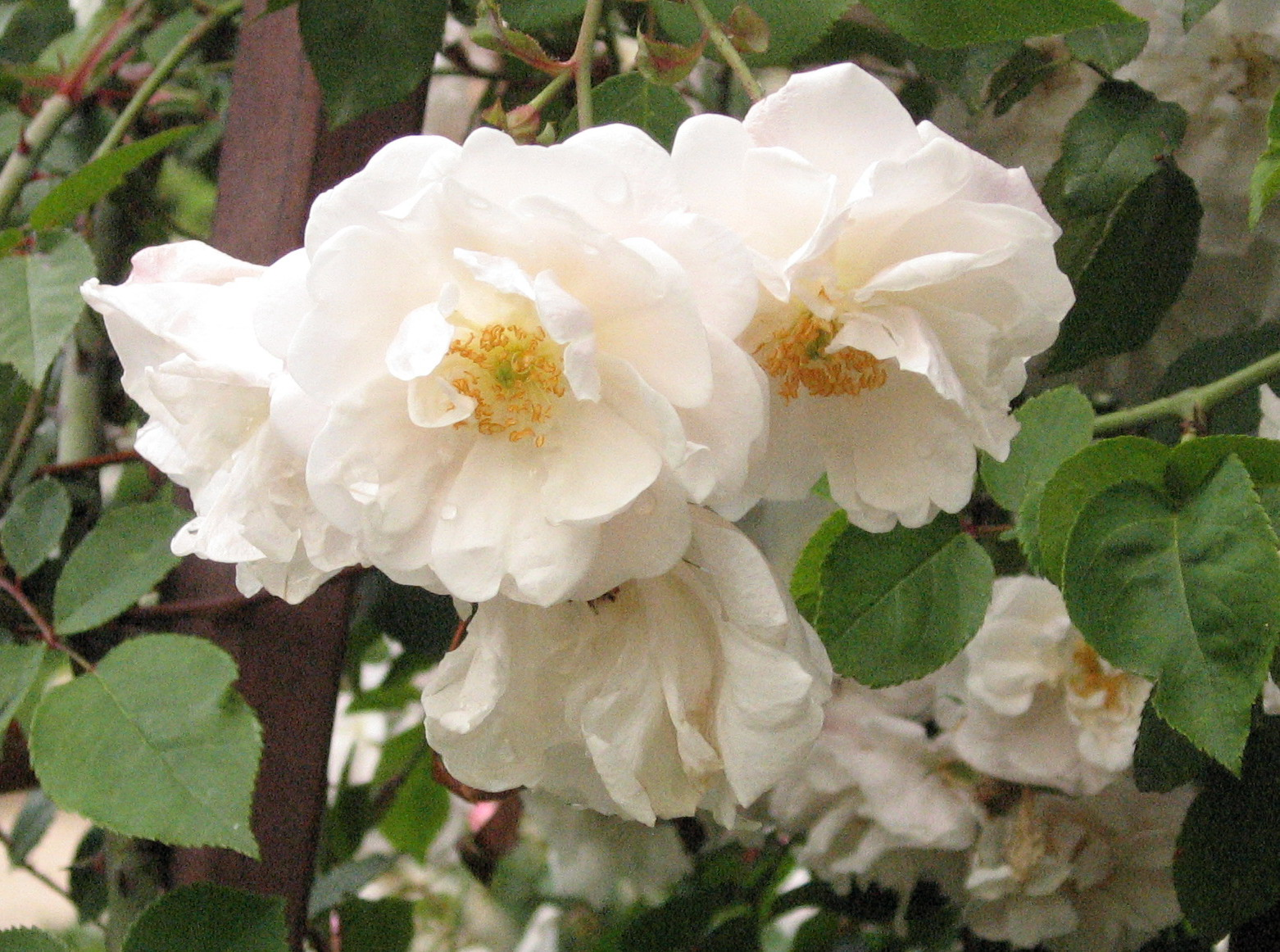
'Adélaïde d'Orléans'.
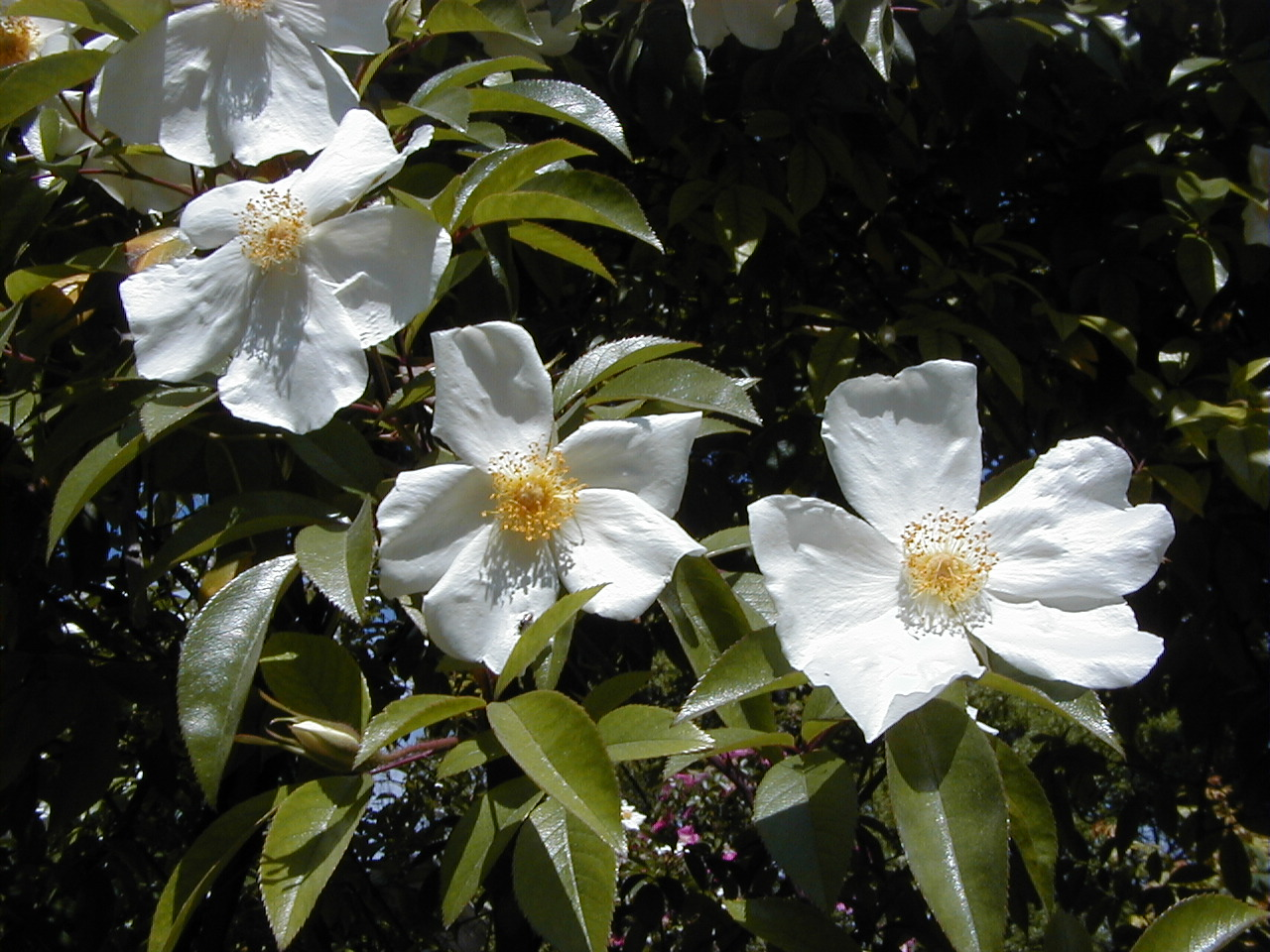
'Cooper's Burmese,.
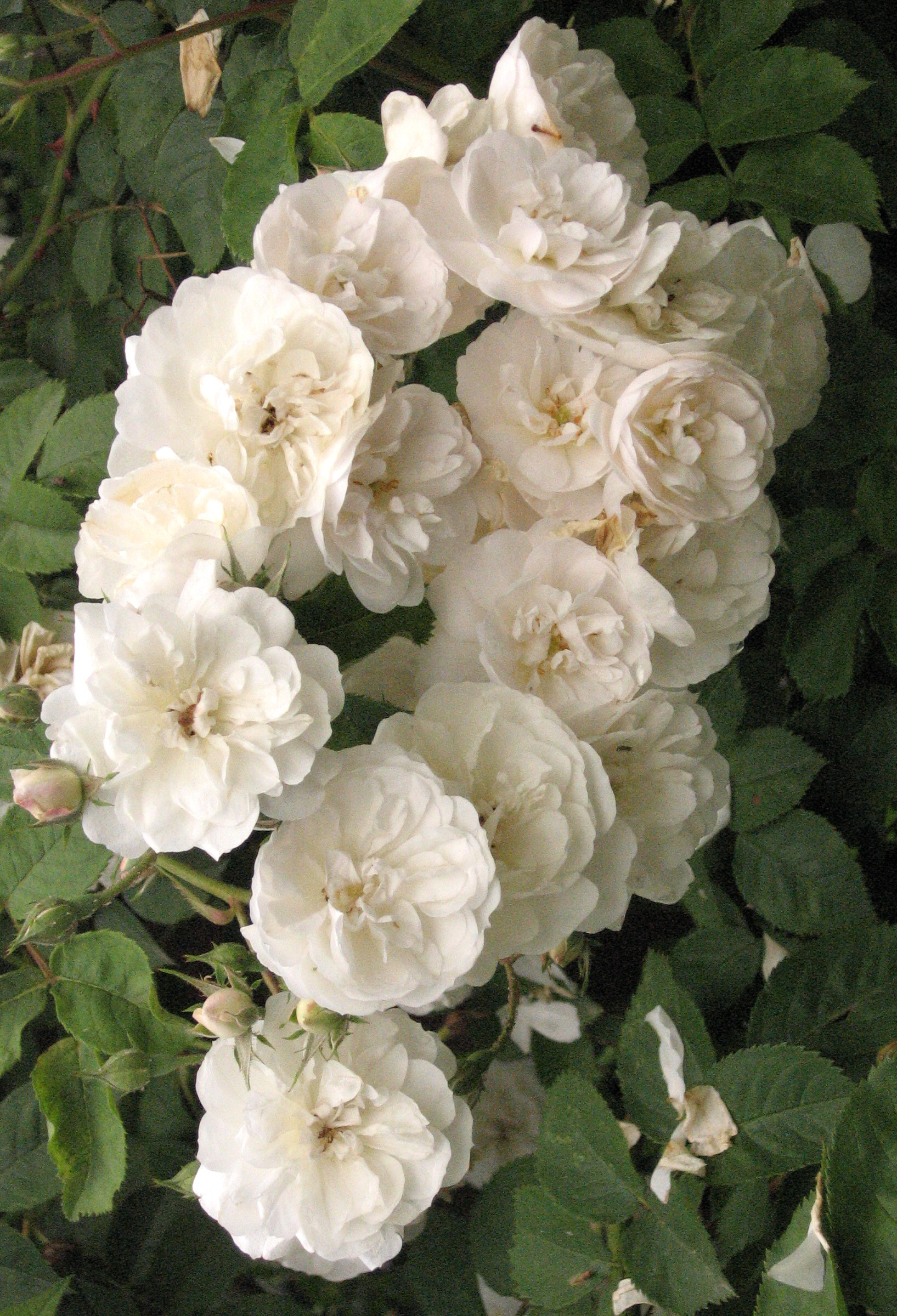
'Dundee Rambler'.
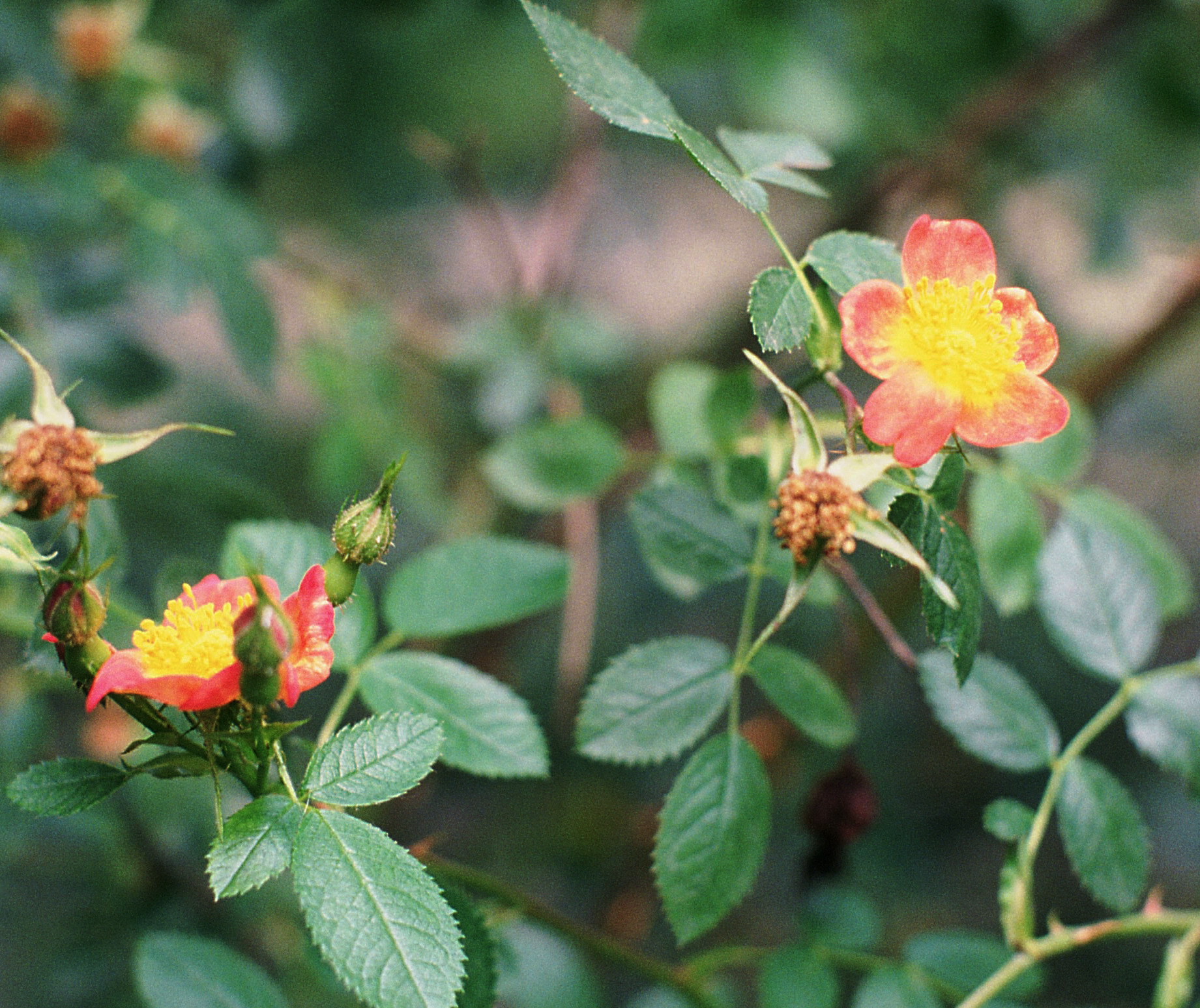
'Lady Penzance'.
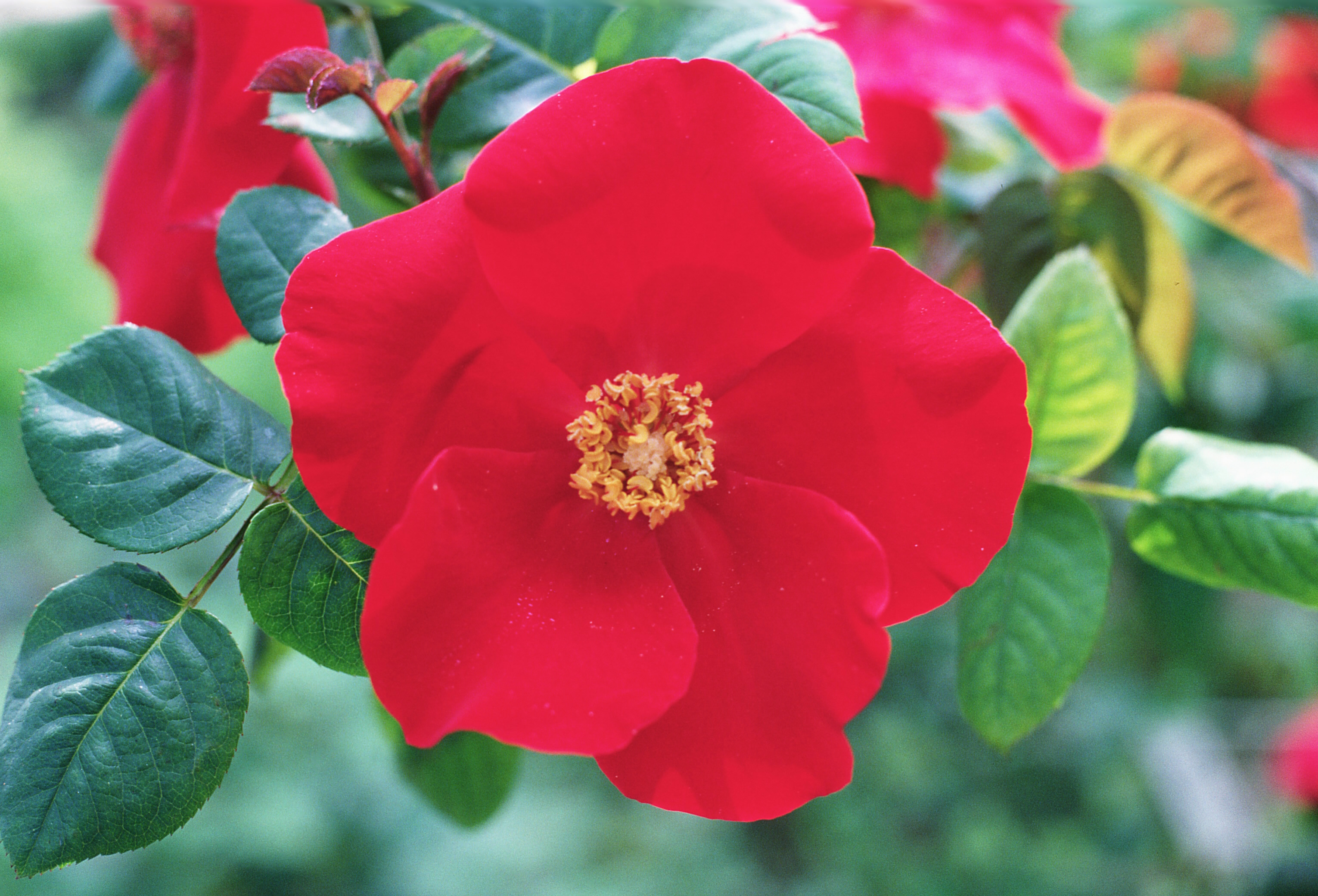
'Scharlachglutch'.
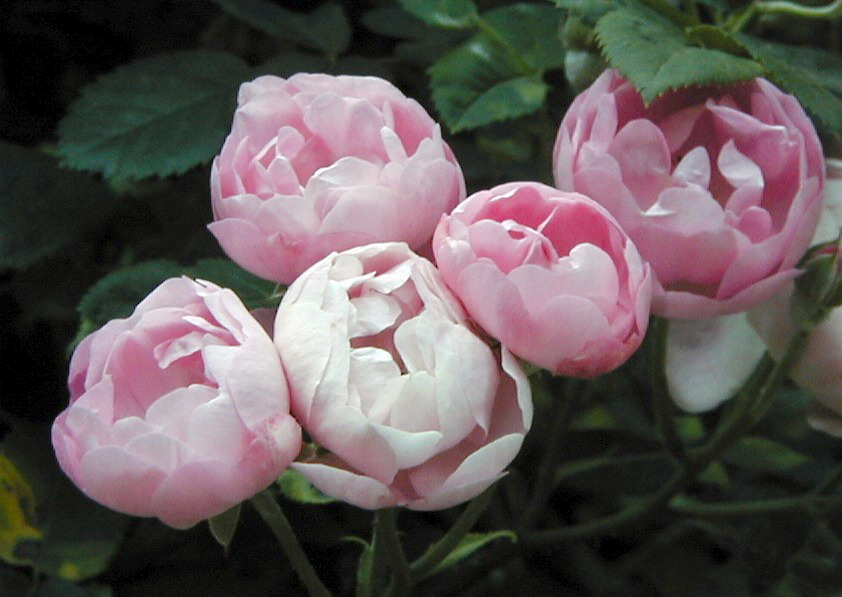
'Raubritter'.
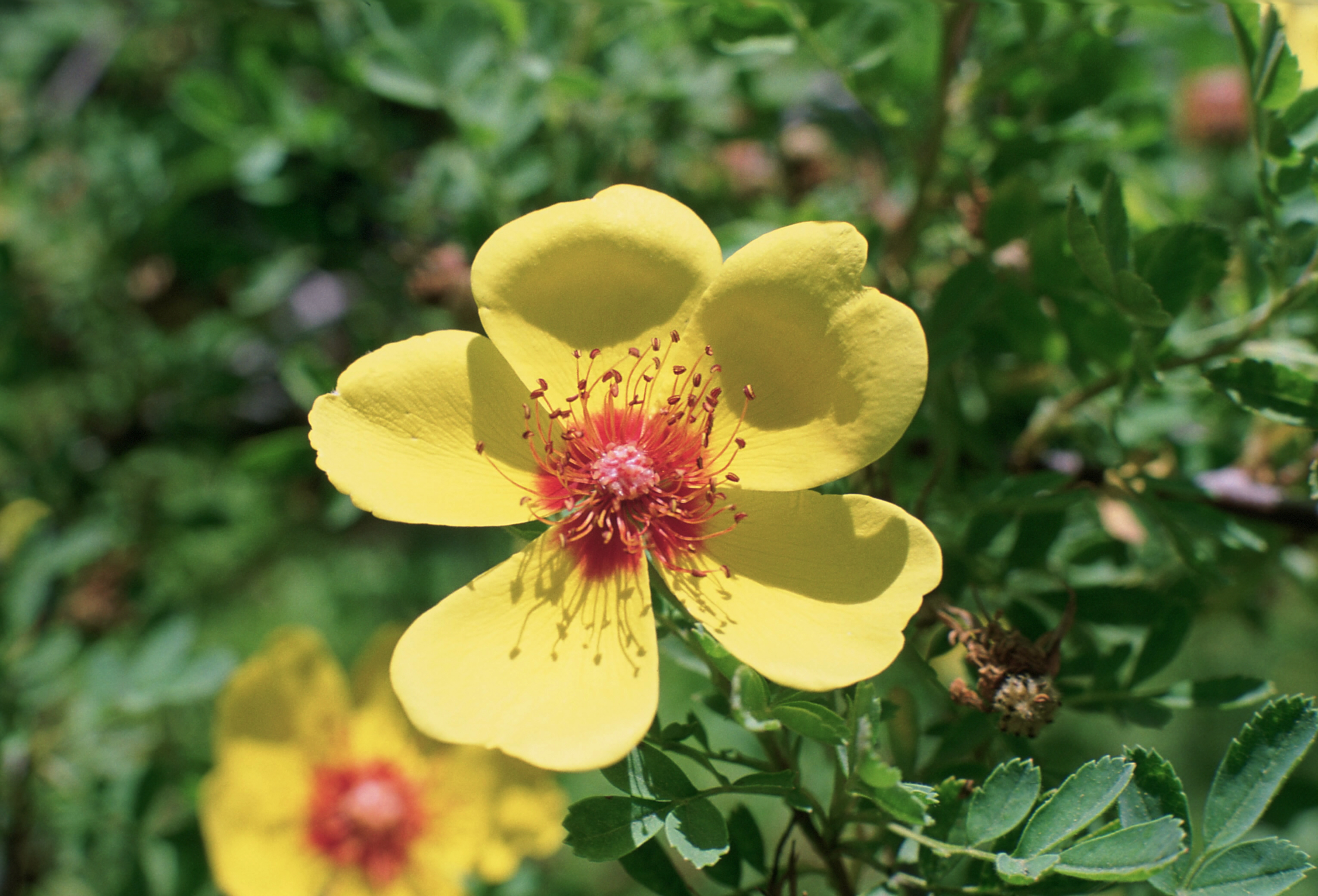
Rosa x Hulthemosa hardii.
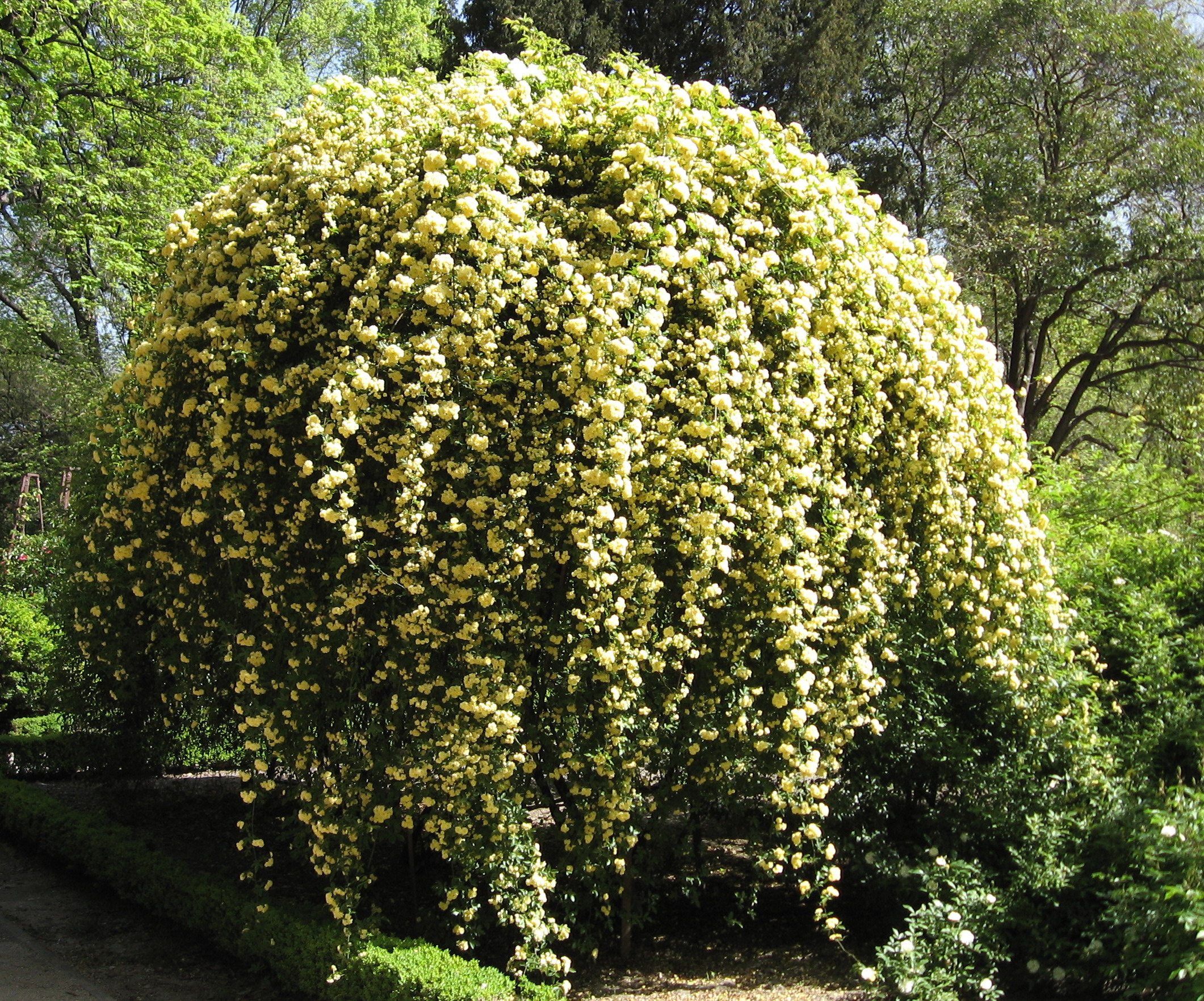
'Lutea' du groupe banksiae.
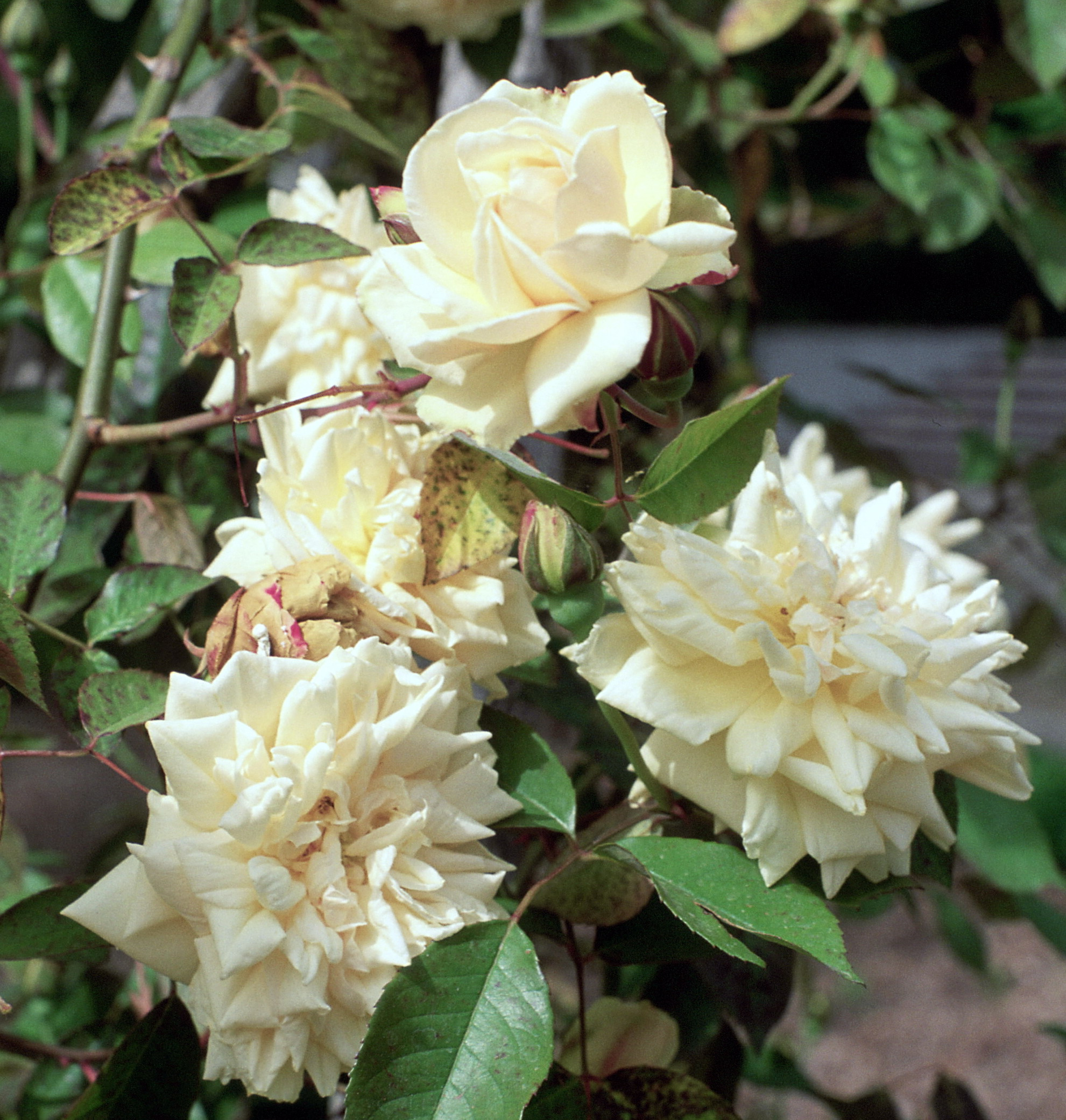
'Rêve d'Or'.
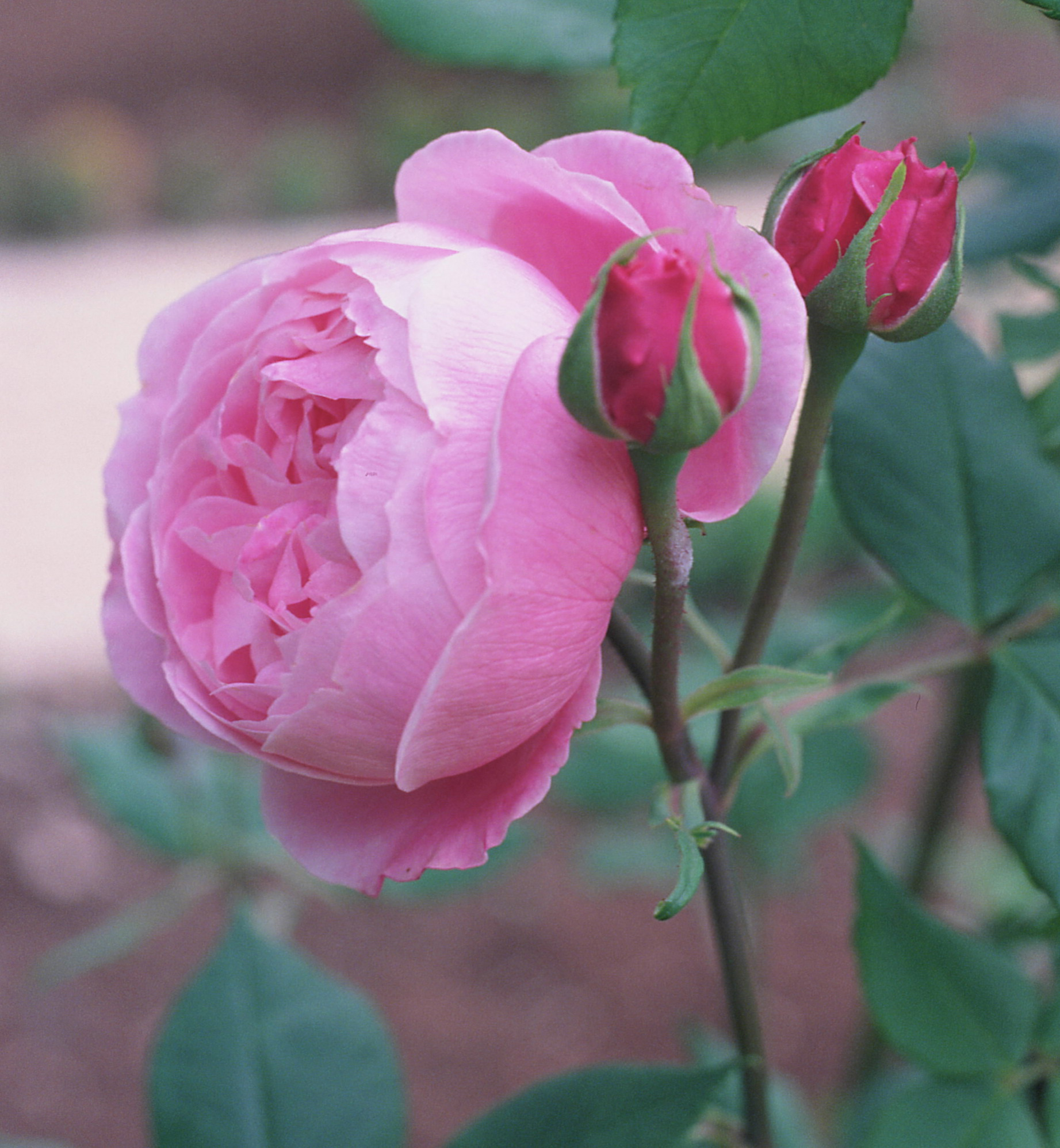
'La Reine Victoria'.
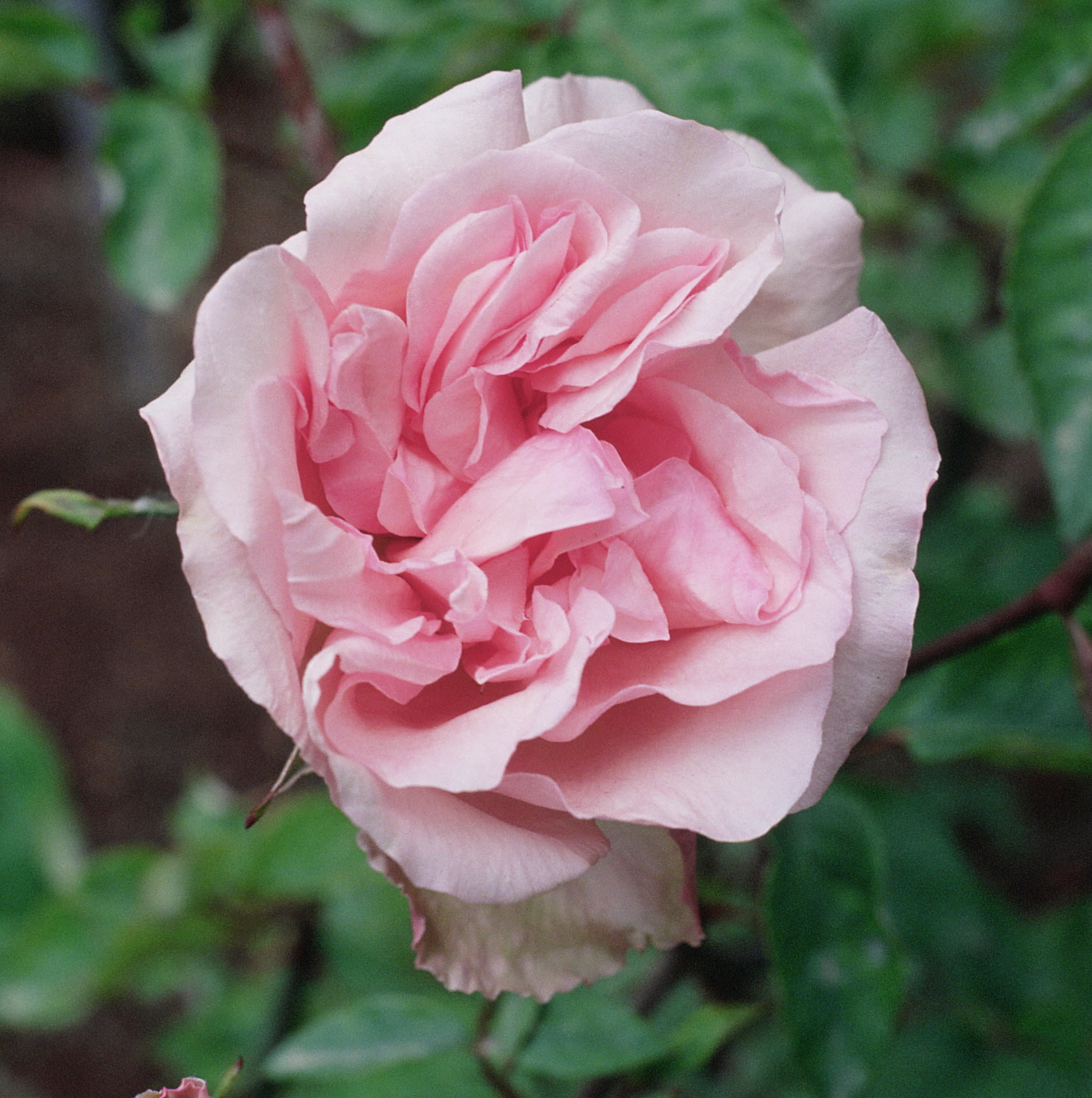
'Madame Émilie Charrin'
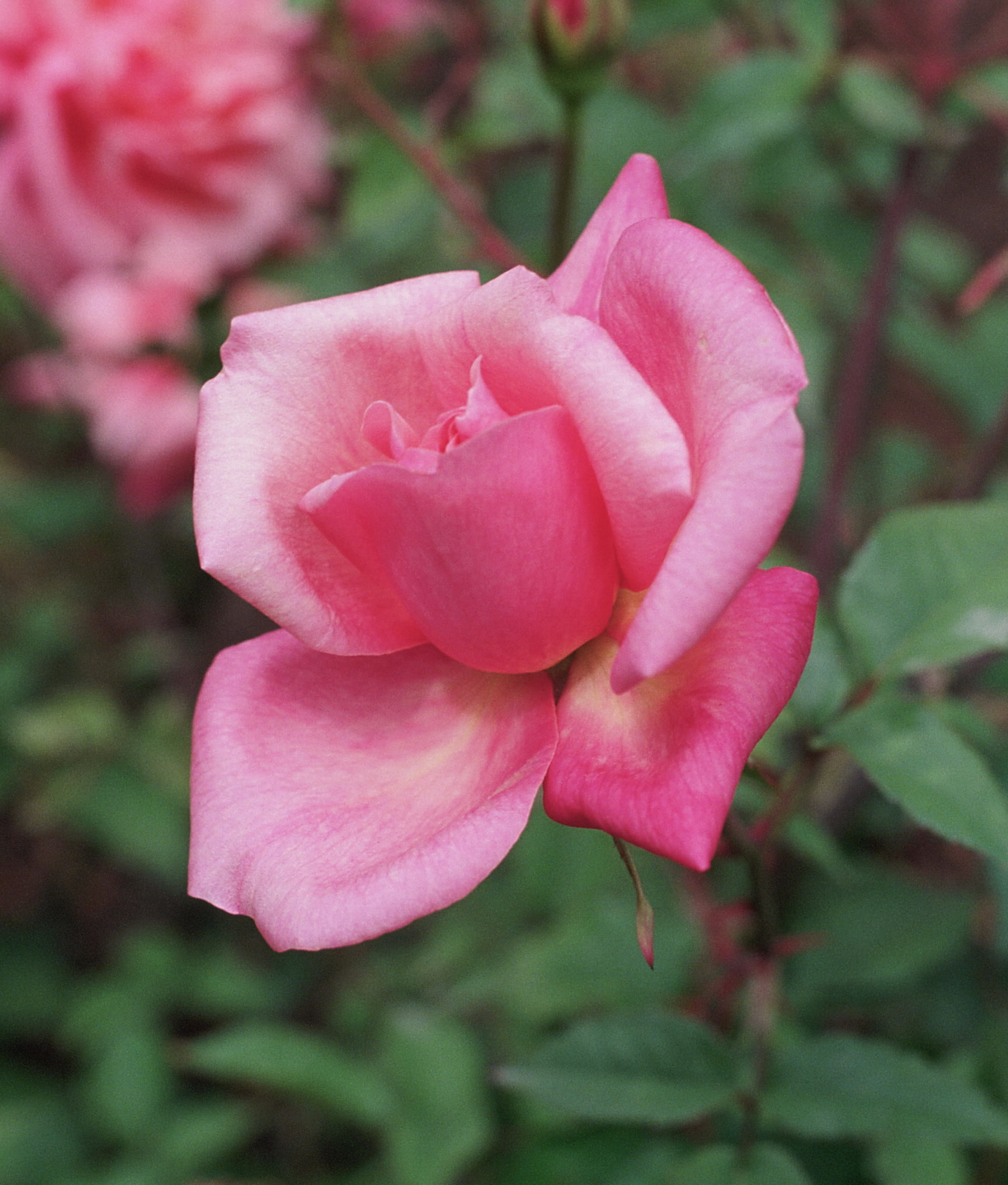
'Le Vésuve'.
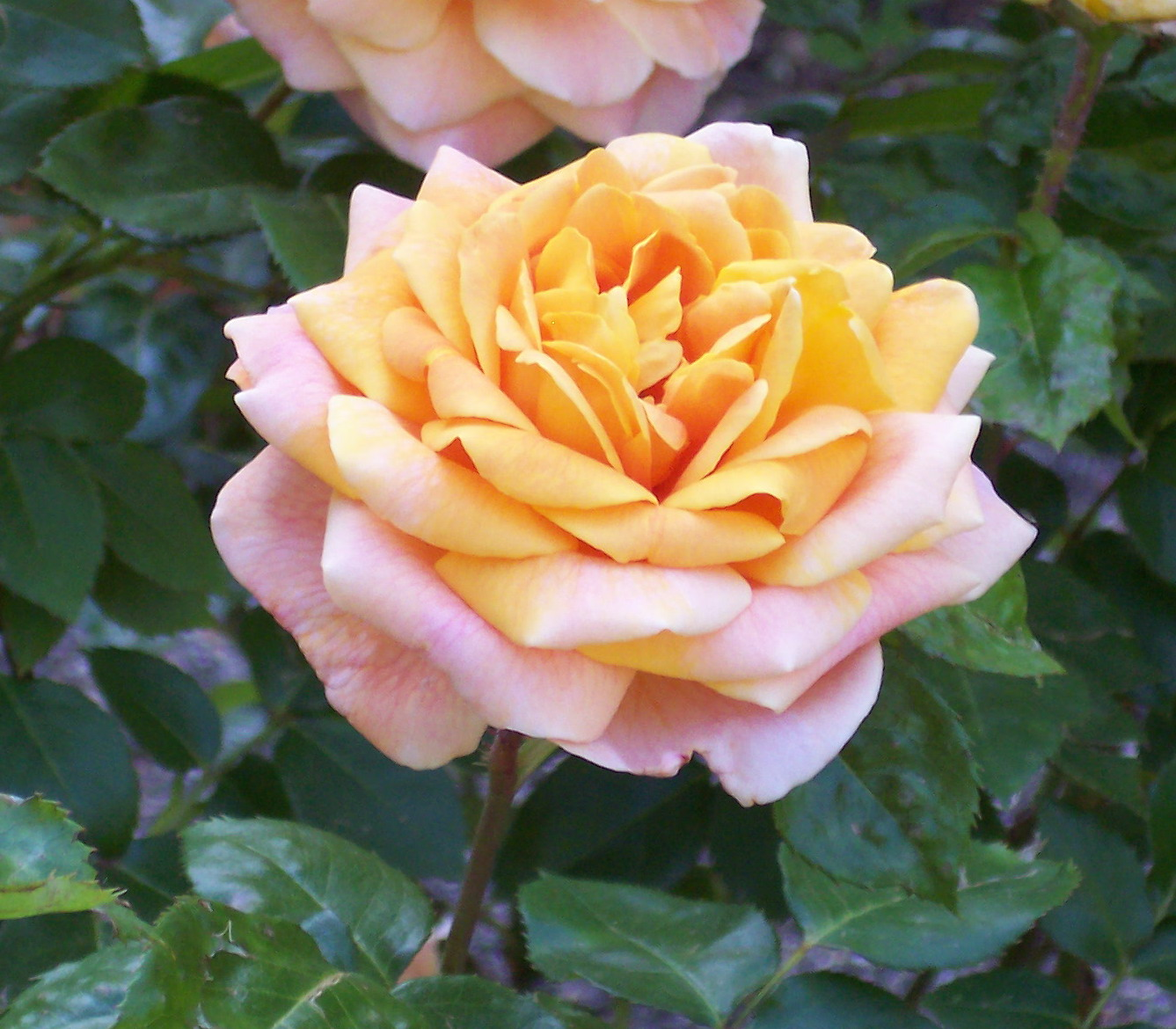
'Mevrow G A van Rossen'.
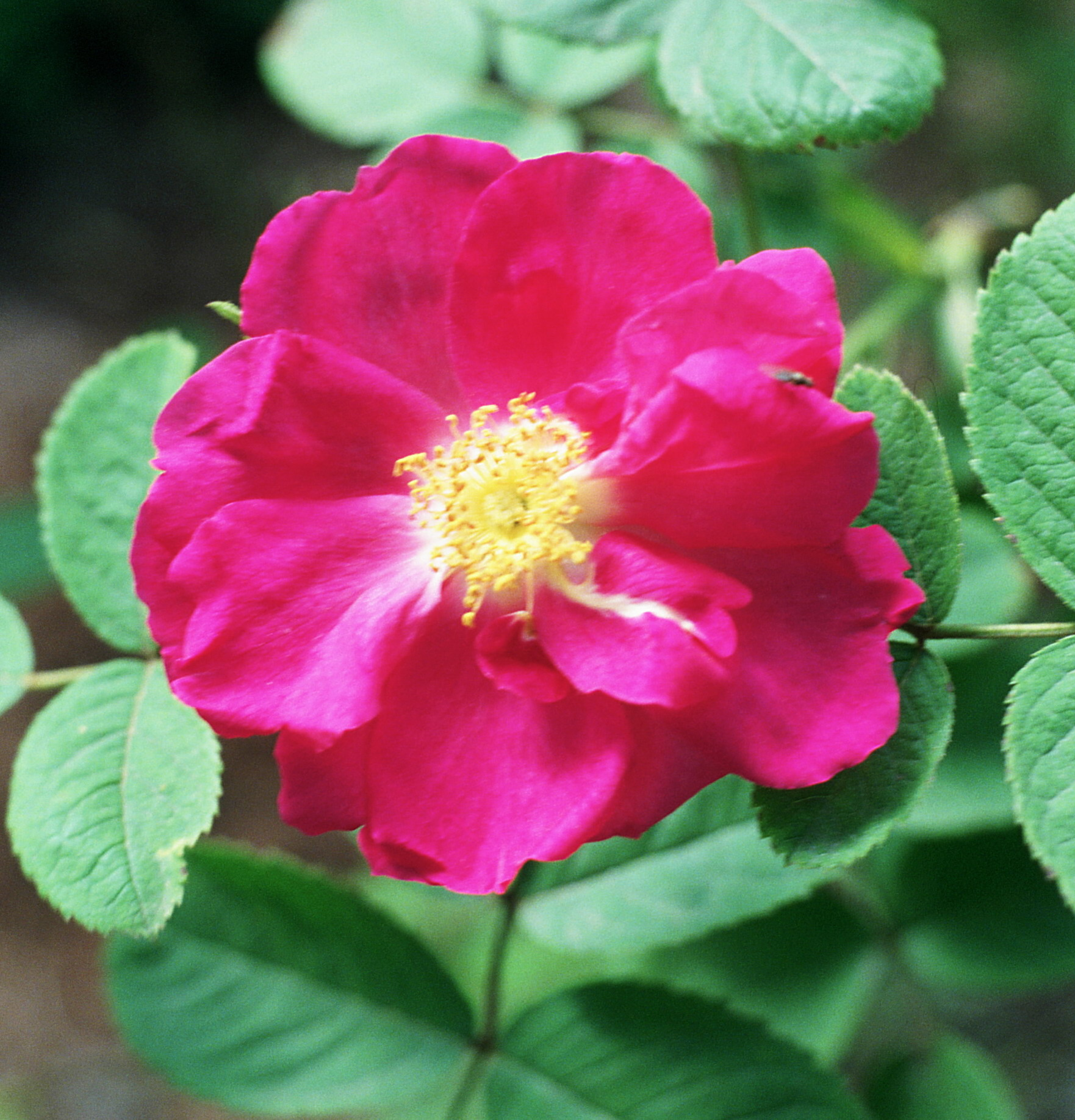
Rose de Portland.
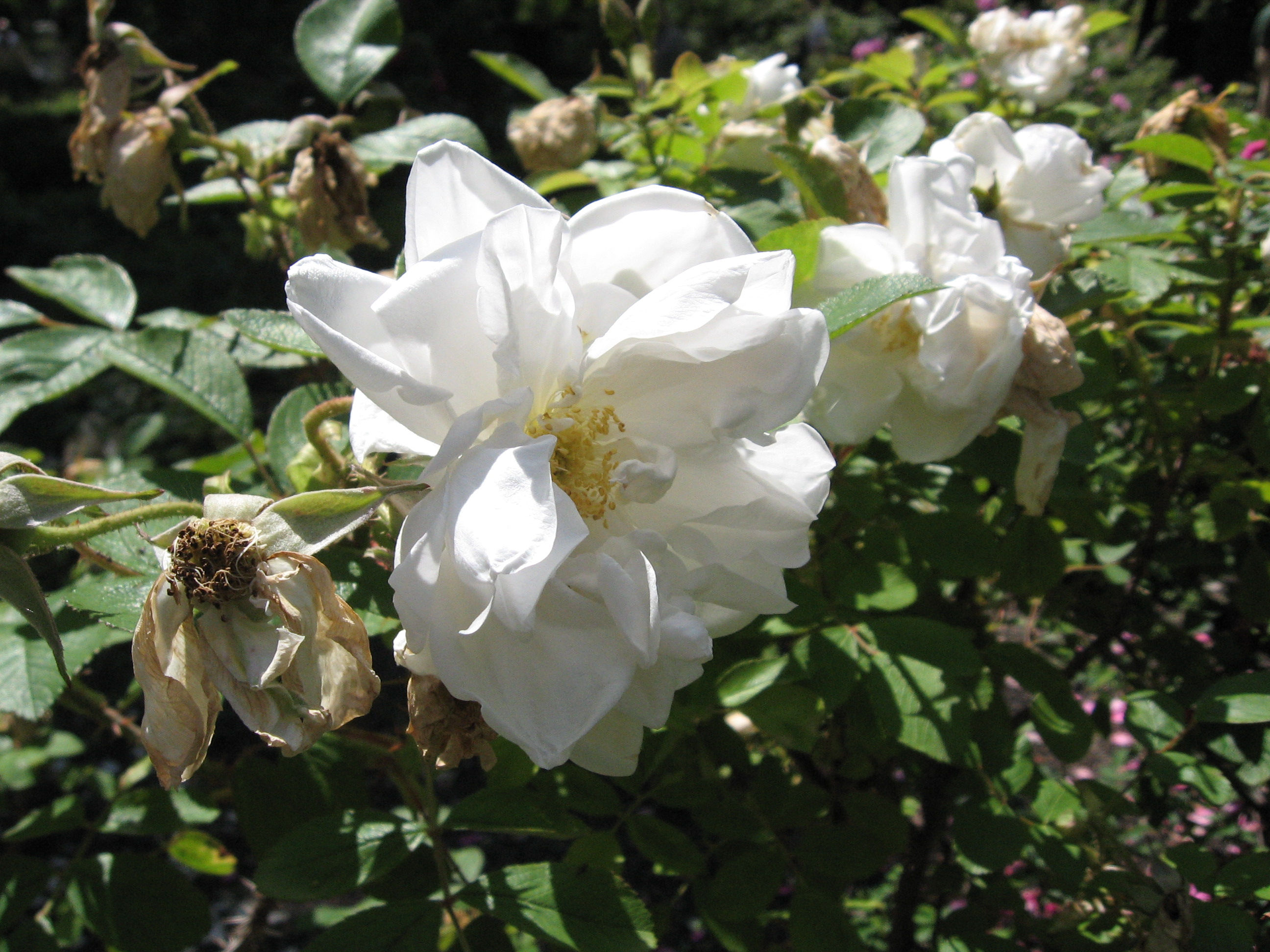
'Madame Georges Bruant'.